# 국립박물관 (프라하)
국립박물관(체코어: Národní muzeum)은 체코 프라하에 위치한 박물관이다.